# Allopachria
Allopachria är ett släkte av skalbaggar. Allopachria ingår i familjen dykare.

## Dottertaxa tillAllopachria, i alfabetisk ordning[1]
- Allopachria abnormipenis
- Allopachria balkei
- Allopachria beeri
- Allopachria bianae
- Allopachria bimaculata
- Allopachria dieterlei
- Allopachria dudgeoni
- Allopachria ernsti
- Allopachria flavomaculata
- Allopachria friedrichi
- Allopachria froehlichi
- Allopachria grandis
- Allopachria guangdongensis
- Allopachria guidettii
- Allopachria hajeki
- Allopachria hautmanni
- Allopachria hendrichi
- Allopachria holmeni
- Allopachria jaechi
- Allopachria jendeki
- Allopachria jilanzhui
- Allopachria jirii
- Allopachria kodadai
- Allopachria komareki
- Allopachria liselotteae
- Allopachria manfredi
- Allopachria miaowangi
- Allopachria paolomazzoldii
- Allopachria quadrimaculata
- Allopachria quadripustulata
- Allopachria sausai
- Allopachria schillhammeri
- Allopachria schoenmanni
- Allopachria scholzi
- Allopachria schramhauseri
- Allopachria shepardi
- Allopachria taiwana
- Allopachria umbrosa
- Allopachria wangi
- Allopachria weinbergeri
- Allopachria vietnamica
- Allopachria wuzhifengensis
- Allopachria zetteli